# Soma Sara
Soma Sara   (Regne Unit) és una activista feminista britànica, que el juny de 2020 fundà el moviment Everyone's Invited ("Tothom hi és convidat", en català) contra l'abús masclista mitjançant "la conversa, l'educació i el recolzament", i que permet als supervivents dels abusos compartir llurs experiències donant-ne testimoni anònimament a la seva pàgina web i al seu compte d'Instagram. Fou la introducció del popular Moviment Me Too als centres educatius.

## Història
El juny de 2020, després de veure la sèrie de la BBC I May Destroy You, Soma Sara va començar a compartir les seves experiències personals amb la violència masclista a la plataforma Instagram. Com a resposta, va rebre molts missatges de persones que li compartien les seves pròpies experiències, i també de persones que es confessaven abusadors. En una setmana, ja tenia més de 300 respostes anònimes, que li serviren de base per llençar la plataforma Everyone's Invited ("Tothom hi és convidat"). Meadow Walker, filla de l'actor Paul Walker, s'uní a l'equip i els ajudà a expandir-se pels Estats Units.
Sara diu que l'educació sexual a les escoles és "l'arrel del problema", i que caldria un programa més ampli. També creu que la majoria d'aquests comportaments estan internalitzats i es mostra contrària a la cultura de la cancel·lació, perquè seria "contraproduent" utilitzar aquest moviment per atacar-los.
La campanya d'Instagram encoratja les víctimes, principalment a les escoles, a compartir les seves experiències de violacions, assetjament sexual, si les han tractat de putes, el sexe no volgut, la difusió de fotos en nuesa, etc, de forma anònima, en el que l'organització anomena "testimonis". El març de 2021, amb l'assassinat de Sarah Everard, aquests testimonis es feren molt més populars i esdevingueren "virals". El 10 de juny de 2021 ja s'havien pujat a la xarxa 16.554 testimonis.
Entre els últims dies de març i l'abril de 2021, el moviment desvià el focus d'interès cap a les universitats del Regne Unit. Entre el 26 de març i l'1 d'abril, es van rebre més de 1.000 testimonis d'estudiants universitaris, i no hi faltaven els d'institucions prou prestigioses, com la Universitat d'Oxford, la Universitat d'Exeter i el Col·legi Universitari de Londres. També es va publicar la llista de les 17 universitats que acumulaven un nombre més gran de testimonis.
El juny de 2021 Everyone's Invited publicà la llista de totes les escoles i instituts del Regne Unit i d'Irlanda dels que s'havien rebut testimonis, gairebé 3.000. Eren exactament 2.556 instituts de secundària i 406 escoles primàries.

## Reaccions

### Reacció dels mitjans de comunicació
Quan els testimonis es feren "virals", el març de 2021, la campanya tingué un gran ressò als mitjans de comunicació, com The Times, The Daily Telegraph, o BBC News, publicant notícies del moviment, i la mateixa Sara apareixent a televisió per parlar-ne. Era el primer impacte del popular Moviment Me Too als centres educatius.

### Reacció de les institucions educatives
La Latymer Upper School emeté un comunicat per condemnar els fets denunciats pels testimonis, que qualificaven de "profundament pertorbadors", per després informar a la policia. Un portaveu d'Eton College digué que l'escola "sempre es pren qualsevol denúncia concreta –incloent les que parlen de publicar o compartir imatges explícites– absolutament seriosament", que eren investigades "exhaustivament", i que s'havia adoptat "qualsevol actuació disciplinària requerida", mentre que la St. Paul's School de Londres digué que ells "sempre investiguen completament els problemes d'aquesta naturalesa". Barnaby Lenon, president del Consell d'Escoles Independents del Regne Unit, encoratjà els alumnes a informar llurs escoles, personalment, sobre llurs experiències, dient que és "difícil" tractar amb declaracions anònimes, moltes de les quals "expliquen incidents que s'han esdevingut fora de l'escola, en esdeveniments socials".

### Reacció de la Policia
El març de 2021, Scotland Yard començà a contactar amb les escoles que havien estat identificades pels testimonis d'Everyone's Invited. La Policia Metropolitana de Londres va llençar una campanya nacional d'investigació amb la col·laboració del Department d'Educació, i també una línia telefònica d'ajut a les víctimes.

### Reacció del Govern
Robert Halfon, president del Comitè d'Educació del Parlament, demanà una investigació independent de la Policia. Un portaveu del Govern digué: "Estem molt preocupats pel significatiu nombre de denúncies que estan apareixent a la pàgina Everyone's Invited. Els abusos a nens i joves en totes les seves formes són abominables".
La Societat Nacional per la Prevenció de la Crueltat contra els Nens (NSPCC) posà en funcionament un telèfon d'ajut des de l'1 d'abril de 2021, i el 7 de juny ja havia rebut 426 trucades i elaborat 80 informes per a les autoritats.
Arran d'aquests informes, l'Oficina de Standarts Educatius (Ofsted) endegà una revisió de l'estat de la qüestió dels abusos sexuals a les escoles. Es van fer entrevistes a més de 900 nens i joves i al personal escolar de 32 centres educatius d'Anglaterra. Establiren que els abusos sexuals s'havien arribat a "normalitzar" entre els escolars, amb 9 de cada 10 noies que havien rebut comentaris sexistes o havien enviat fotos o videos explícits. Més de dos terços de les noies deien que havien patit tocaments no desitjats "molt" o "de vegades", mentre que 8 de cada 10 digueren que havien estat pressionades per compartir imatges seves de caracter sexual. L'informe diu que els estudiants sovint no veuen com informar dels abusos, i que molts educadors treuen importància a aquests problemes.
Jeremy Miles, ministre d'Educació de Gal·les, digué que aquest problema "és una prioritat per a nosaltres també aquí, a Gal·les", i que el govern gal·lès estava buscant la millor manera de respondre-hi.

### Altres reaccions
Everyone's Invited va guanyar encara més popularitat el març de 2021 amb una carta adreçada a la King's College School de Londres per una antiga estudiant, on describia l'escola com un "llit calent de violència sexual", i amb els boicots contra la Highgate School per protestar per un dossier publicat per The Times que incloïa més de 220 testimonis d'agressions sexuals dins de l'escola. The Times també publicà una carta oberta escrita per un exalumne del Dulwich College on assenyalava el centre com una "escola de depredadors sexuals".